# Leslie Heraldez
Leslie Eduardo Heráldez Sevillano (Colón, Panamá; 30 de marzo de 1993) es un futbolista panameño. Juega como volante de contención; actualmente juega para el Caracas FC de la Primera División de Venezuela.

## Trayectoria

### CD Árabe Unido
Se formó en las categorías inferiores del club y su debut profesional fue en la Primera División de Panamá el 23 de octubre de 2012 en la victoria 0 a 1 contra el Sporting SM en el Estadio Javier Cruz en donde fue suplente y entró al minuto 93 por Paul Cordero. Salió campeón de la LPF Apertura 2012 en donde le ganaron la final 4 a 1 contra el Chepo FC en el Estadio Rommel Fernández en donde no estuvo convocado, en dicho torneo jugó 3 partidos. En la LPF Clausura 2013 jugó 2 partidos en donde fueron eliminados en las semifinales en donde perdieron en un global de 1 a 2 contra el San Francisco FC en donde no estuvo convocado. En la LPF Apertura 2013 jugó 2 partidos en donde quedaron en séptima posición. En la Liga de Campeones de la Concacaf 2013-14 jugó 2 partidos en donde fueron eliminados en los cuartos de final en donde perdieron en un marcador global de 0 a 2 contra el LD Alajuelense en donde jugó en los 2 partidos. En la LPF Clausura 2014 jugó 8 partidos en donde fueron eliminados en las semifinales en donde perdieron en un marcador global de 0 a 4 contra el Río Abajo FC en donde jugó en 1 partido. En la LPF Apertura 2014 jugó 10 partidos en donde quedaron en la sexta posición quedándose a unos paso de clasificarse a las semifinales. Salió campeón de la LPF Clausura 2015 en donde ganaron la final 2 a 1 contra el CA Independiente en el Estadio Rommel Fernández en donde no estuvo convocado, en dicho torneo jugó 11 partidos. En la Liga de Campeones de la Concacaf 2015-16 jugó 1 partido en donde fueron eliminados en la fase de grupos en donde quedaron en la segunda posición del grupo H. Salió campeón de la LPF Apertura 2015 en donde se consagraron bicampeón en donde ganaron la final 3 a 0 en las tandas de los penales en donde quedó un marcador 1 a 1 en los tiempos extras contra el Chorrillo FC en donde estuvo como suplente en el partido, en dicho torneo jugó 10 partidos. En la LPF Clausura 2016 jugó 9 partidos en donde fueron eliminados en las semifinales en donde perdieron en un marcador global de 3 a 2 contra el CD Plaza Amador en donde jugó en los 2 partidos. Salió campeón de la LPF Apertura 2016 en donde le ganaron la final 2 a 0 contra el CD Plaza Amador en el Estadio Rommel Fernández en donde estuvo como suplente todo el partido, en dicho torneo jugó 11 partidos. En la Liga de Campeones de la Concacaf 2016-17 jugó 2 partidos y anotó 1 gol en donde fueron eliminados en los cuartos de final en un marcador global de 2 a 5 contra el FC Dallas en donde jugó los 2 partidos y anotó 1 gol en el partido de vuelta. Fue subcampeón de la LPF Clausura 2017 en donde perdieron la final 1 a 0 contra el Tauro FC en el Estadio Rommel Fernández en donde fue titular y jugó todo el partido. En la Liga Concacaf 2017 jugó 6 partidos en donde fueron eliminados en las semifinales en donde perdieron en un marcador global de 1 a 0 contra los Santos de Guápiles en donde jugó en los 2 partidos. Fue subcampeón de la LPF Apertura 2017 en donde perdieron la final 5 a 1 contra el Chorrillo FC en el Estadio Rommel Fernández en donde fue titular y jugó todo el partido, en dicho torneo 13 partidos. En la LPF Clausura 2018 17 partidos en donde fueron eliminados en las semifinales en un marcador global 2 a 4 contra el Tauro FC en donde jugó en los 2 partidos. En la Liga Concacaf 2018 jugó 5 partidos y anotó 1 gol en donde fueron eliminados en las semifinales en un marcador  global de 1 a 2 contra el Club Sport Herediano en donde jugó en los 2 partidos. En el Torneo Apertura 2018 jugó 17 partidos en donde fueron eliminados en las semifinales en donde perdieron en un marcador global de 1 a 3 contra el Tauro FC en donde jugó en los 2 partidos. En el Torneo Clausura 2019 jugó 17 partidos y anotó 3 goles en donde fueron eliminados en las semifinales 4 a 5 en las tandas de penales en donde quedó en un marcador global de 3 a 3 contra el CA Independiente en donde jugó en los 2 partidos y anotó 2 goles en dichos partidos. En el Torneo Apertura 2019 jugó 12 partidos y anotó 2 goles en donde quedaron en la séptima posición quedándose a un paso de los playoff.

### Veraguas CD
El 14 de enero de 2021 fue anunciado como nuevo jugador del Veraguas CD. Debutó con el club el 21 de febrero de 2021 en la derrota 1 a 5 contra el CD Universitario en el Estadio Rafael Rodríguez en donde fue titular y jugó todo el partido. En el Torneo Apertura 2021 jugó 15 partidos en donde fueron eliminados en las semifinales en un marcador global de 2 a 0 contra el CD Universitario en donde jugó en los 2 partidos. En el Torneo Clausura 2021 jugó 15 partidos en donde fueron eliminados nuevamente en las semifinales esta vez en un marcador global de 2 a 1 contra el Herrera FC en donde jugó en los 2 partidos.

### CD Honduras Progreso
El 1 de enero de 2022 fue anunciado como nuevo jugador del Club Deportivo Honduras Progreso. Debutó con el club 19 de enero de 2022 en la victoria 2 a 1 contra el FC Motagua en el Estadio Humberto Micheletti en donde fue titular, anotó el primer gol del equipo y jugó todo el partido. En el Torneo Clausura 2022 jugó 18 partidos y anotó 1 gol en donde quedaron en la séptima posición en la fase regular quedándose a un paso de clasificarse a la fase final. En el Torneo Apertura 2022 jugó 14 partidos en donde quedaron en la novena posición de la fase regular.

### Sporting SM
El 22 de diciembre de 2022 fue anunciado como nuevo jugador del Sporting San Miguelito. Debutó con el club el 15 de enero de 2023 en la victoria 2 a 1 contra los Potros del Este en el Estadio Los Andes en donde fue titular y jugó todo el partido. En el Torneo Apertura 2023 jugó 12 partidos en donde fueron eliminados en las semifinales en donde perdieron en un marcador global de 2 a 4 contra el Tauro FC en donde jugó en los 2 partidos. En la Copa Centroamericana de Concacaf 2023 jugó 4 partidos en donde fueron eliminados en las fase de grupos en donde quedaron en la tercera posición quedándose a un paso de clasificarse a los cuartos de final. En el Torneo Clausura 2023 jugó 15 partidos en donde fueron eliminados en las semifinales en donde perdieron en un marcador global de 4 a 2 contra el CA Independiente en donde jugó en 1 partido. En el Torneo Apertura 2024 jugó 8 partidos en donde quedaron en la quinta posición de la conferencia este.

### Caracas FC
El 18 de junio de 2024 fue anunciado como nuevo jugador del Caracas FC.

## Selección nacional

### Selección Absoluta
Debutó con la selección absoluta de Panamá el 15 de julio de 2017 en la Copa de Oro de la Concacaf en la victoria 3 a 0 contra Martinica en el FirstEnergy Stadium en donde fue suplente y entró al minuto 84 por Gabriel Gómez. En la Copa de Oro de la Concacaf 2017 jugó 2 partidos en donde fueron eliminados en los cuartos de final en donde perdieron 1 a 0 contra Costa Rica en el Lincoln Financial Field en donde fue suplente y entró al minuto 58 por Gabriel Gómez.

### Participaciones en selección nacional
| Copa          | Categoría | Sede           | Resultado        | Partidos | Goles |
| ------------- | --------- | -------------- | ---------------- | -------- | ----- |
| Copa Oro 2017 | Mayor     | Estados Unidos | Cuartos de final | 2        | 0     |

## Clubes
| Club                   | País      | Año           |
| ---------------------- | --------- | ------------- |
| CD Árabe Unido         | Panamá    | 2012-2019     |
| Veraguas CD            | Panamá    | 2021-2022     |
| CD Honduras Progreso   | Honduras  | 2022          |
| Sporting San Miguelito | Panamá    | 2023-2024     |
| Caracas FC             | Venezuela | 2024-presente |

## Palmarés

### Títulos nacionales
| Título           | Club           | País   | Año    |
| ---------------- | -------------- | ------ | ------ |
| Primera División | CD Árabe Unido | Panamá | 2012-A |
| Primera División | CD Árabe Unido | Panamá | 2015-C |
| Primera División | CD Árabe Unido | Panamá | 2015-A |
| Primera División | CD Árabe Unido | Panamá | 2016-A |